# Liste der Baudenkmäler in Hoven
Die Liste der Baudenkmäler in Hoven enthält die denkmalgeschützten Bauwerke auf dem Gebiet der Stadt Erkelenz im Kreis Heinsberg in Nordrhein-Westfalen (Stand: Oktober 2011). Diese Baudenkmäler sind in der Denkmalliste der Stadt Erkelenz eingetragen; Grundlage für die Aufnahme ist das Denkmalschutzgesetz Nordrhein-Westfalen (DSchG NRW).

| Bild                      | Bezeichnung               | Lage                 | Beschreibung | Bauzeit                           | Eingetragen seit  | Denkmal- nummer |
| ------------------------- | ------------------------- | -------------------- | --- | --------------------------------- | ----------------- | --------------- |
| Wegekreuz                 | Wegekreuz                 | Hoven Karte          | Blaustein mit Korpus, Sockel mit Inschrift und Datierung, Figurennische | 1882                              | 30. November 1983 | 154             |
| 4 flügeliger Backsteinhof | 4 flügeliger Backsteinhof | Hoven Hoven 1 Karte  | 4-flügeliger Hof; EG Backstein, OG Fachwerk, Wohnhaus giebelständig 2-geschossig (und ein Giebelgeschoss); Nebengebäude zum Teil erneuert. | 18. Jh.                           | 20. Oktober 1982  | 45              |
| Wohnhaus                  | Wohnhaus                  | Hoven Hoven 7 Karte  | 4-flügeliger Backstein Hof, giebelständiges Wohnhaus, 2 Geschosse, an der Fassade die Jahreszahl in Ankersplinten. | 1774                              | 30. November 1983 | 155             |
| 4 flügeliger Hof          | 4 flügeliger Hof          | Hoven Hoven 28 Karte | Baujahr: 19. Jahrhundert, (Inschrift in einem Türbalken des Hauses mit Jahr 1746). 4-flügeliger Hof, ursprünglich wohl im EG Backstein, im OG Fachwerk, das Wohnhaus ist in 2 Geschossen und 2 Achsen original erhalten, das übrige im 19. Jahrhundert verändert und jetzt verputzt. | 19. Jahrhundert (Türbalken 1746)  | 20. Oktober 1982  | 46              |
| Wohnhaus                  | Wohnhaus                  | Hoven Hoven 30 Karte | 4-flügeliger Backstein Hof, Wohnhaus Giebelständig, 2 Geschosse, in 3 : 3 Achsen, Obergeschoss ursprünglich seitlich Fachwerk, daneben Anbau 2 Geschosse in 2 Achsen mit Tordurchfahrt.                                                                                              | Erste Hälfte des 19. Jahrhunderts | 30. November 1983 | 156             |